# Colton (Washington)
Colton es un pueblo ubicado en el condado de Whitman en el estado estadounidense de Washington. En el año 2000 tenía una población de 386 habitantes y una densidad poblacional de 252,9 personas por km².

## Geografía
Colton se encuentra ubicada en las coordenadas 46°34′0″N 117°8′0″O / 46.56667, -117.13333.

## Demografía
Según la Oficina del Censo en 2000 los ingresos medios por hogar en la localidad eran de $47.500, y los ingresos medios por familia eran $56.875. Los hombres tenían unos ingresos medios de $38.125 frente a los $28.611 para las mujeres. La renta per cápita para la localidad era de $21.506. Alrededor del 2,7% de la población estaban por debajo del umbral de pobreza.